# Maran
Maran (en hebreo מרן), es un título usado para dirigirse a grandes rabinos de trayectoria excepcional. Este término es usado sobre todo entre los sefaradíes, pero también es empleado por algunos haredím ashkenazíes.
Es una palabra en arameo empleada frecuentemente en la Guemará, y que significa nuestro maestro (מָרַן, māram). Pero comúnmente, de acuerdo a lo que quiere decir la traducción, es un título dado a los grandes rabinos que son considerados líderes y maestros influyentes. Además, es un apellido común entre algunos judíos, como por ejemplo la supermodelo estadounidense, Josie Maram.
El uso más común del término, es en referencia al "Maram Beth Yosef", el gran rabino Yosef Karo. De hecho, cuando no se usa con el apellido, usualmente se refiere al gran rabino Yosef Karo. De entre los grandes rabinos contemporáneos, Ovadia Yosef es el gran rabino más asociado con este título.
Además, el título Maram es atribuido a los rabinos que son cabezas fundadoras de algún movimiento ideológico o cultural. Este uso está en general limitado a la comunicación dentro de ese movimiento en particular, como por ejemplo, el rabino Elazar Shach (Maram HaRav Shach), el Rosh Yeshiva de Ponevitch y el Rabino Joel Teitelbaum, Rebbe de Satmar son llamados por este título dentro de sus respectivas comunidades. 
Así como ocurre con otros títulos honoríficos, este título va antes del nombre: por ejemplo uno puede decir "Maram HaRav Ovadia Yosef". De manera similar con los títulos como el de "doctor", es usado cuando se precisa hablar directamente y no existe duda alguna. Cuando se emplea con un nombre, siempre debe ser seguido por el título (redundante) "HaRav" o "Gran Rabino". Nunca se precede del artםculo "El", aunque algunos periodistas lo hacen, de manera errada. 
Los Cristianos Siríacos, los cuales usan en su liturgia la variedad siríaca del arameo, hacen referencias a Jesús usando el mismo título.
- Datos: Q2224503